# 富家哲
富家 哲（とみいえ さとし Satoshi Tomiie）は、DJである。サトシ・トミイエ名義で知られる。東京都出身。ニューヨーク在住。

## 略歴
1989年、早稲田大学在学中に、デモテープがDJのフランキー・ナックルズに認められ、「Def Mix Productions」の一員としてシングル「Tears」でデビューを果す。「Tears」は、イギリスの『レコードミラー』誌（現『ミュージック・ウィーク』）発表の全英チャートにおいて50位、クラブ・チャートでは3位を記録。アメリカの『ビルボード』誌ダンス・チャート(Hot Dance Music/Club Play)でも10位のヒットを記録した。2ndシングル「そして僕は君を愛した/And I Loved You」は、『ビルボード』誌ダンス・チャート(Hot Dance Music/Club Play)で32位を記録している。
1994年、ダウンタウンの別名ユニット「GEISHA GIRLS」に坂本龍一、テイ・トウワらと参加。
1995年、全米チャート1位（Billboard Hot 100）
を記録したマライア・キャリーの「Fantasy」では、デヴィッド・モラレスと共にリミックスを手掛けた。
1997年、全英チャート1位（Music Week）
、全米チャート10位（Billboard Hot 100）
を記録したU2の「Discothèque」では、デヴィッド・モラレスと共にリミックスを手掛けた。
2000年、1stアルバム『Full Lick』を発表。シングルカットされた「Up In Flames」は、ジョン・ディグウィード等によりリミックスされ、『ビルボード』誌ダンス・チャート(Hot Dance Music/Club Play)において4位のヒットを記録。のちにシングルカットされた「Love In Traffic」も『ビルボード』誌ダンス・チャート(Hot Dance Music/Club Play)で4位を記録した。
2001年、自身のレーベル「Saw.Recordings」を設立。同年、Ibiza DJ Awardの"Best Tech House DJ"を受賞した。
2002年、MIX CDシリーズGlobal Undergroundの「NuBreed:006」を手掛ける。同年、イギリスのクラブ・ミュージック誌、『DJ MAG』が発表した世界のDJ年間ランキング"Top 100 DJs"では27位を記録。
2003年、『DJ MAG』が発表した世界のDJ年間ランキング"Top 100 DJs"では34位を記録。
2004年、『DJ MAG』が発表した世界のDJ年間ランキング"Top 100 DJs"では48位を記録。
2005年にアメリカのクラブ・ミュージック誌、『bpm』が発表したDJランキング"America's Favorite DJ Top 150"では15位を記録している。『DJ MAG』が発表した世界のDJ年間ランキング"Top 100 DJs"では73位を記録。
2015年、自身としては2つめのレーベルとなる「Abstract Architecture」を設立。
坂本龍一、シンプリー・レッド、デヴィッド・ボウイ、マイケル・ジャクソン、マドンナのリミックス等を手掛けている。

## ディスコグラフィ

### 12インチシングル
- Tears (1989年)

featuring Robert Owens
※FRANKIE KNUCKLES Presents SATOSHI TOMIIE名義。
- そして僕は君を愛した/And I Loved You (1990年)

featuring Arnold Jarvis
- The Anthem (1994年)

※Black Shells名義。
- T.S.O.P. (Theme From Soul Train '94) / Butt Burgler (1994年)

※B sideのみ。Johnny Vicious vs. Satoshi Tomiie名義。Johnny Viciousとのコラボレーション。
- R U READY 2 ROCK (1994年)

※Butt Burglars名義。木村コウとのコラボレーション。
- The Theme (1994年)

※Loop 7名義。
- Don't Stop (1995年)

※Level 9名義。木村コウとのコラボレーション。
- Don't Stop (Unreleased Mixes) (1996年)

※Level 9名義。木村コウとのコラボレーション。
- K-Jee (1996年)

※Satoshi Tomiie Presents SHELLSHOCK名義。
- Come To Me (1998年)

featuring Diane Charlemagne
- TEARS (Full Intention Remixes) (1999年)

※FRANKIE KNUCKLES Presents SATOSHI TOMIIE名義。
- Heaven (1999年)

featuring Danny Medden
- Darkness (1999年)

featuring Robert Owens & Cevin Fisher
- Unreleased Mixes (1999年)

※シチズンのウオッチブランド「INDEPENDENT」サトシ トミイエ限定モデル付属品。
- Inspired (1999年)

featuring Diane Charlemagne
- Up In Flames (1999年)

featuring Kelli Ali
- ATARI (2000年)

featuring CHARA
※マツダ「TRIBUTE」CMソング。
- Paranoize (2001年)

※Bipath名義。MADAM の Stephane K.とのコラボレーション。
- Love In Traffic (2001年)

featuring Kelli Ali
- Virus (2001年)
- Virus Remixes (2001年)
- A Lesser Man? (2002年)

※Graffik名義。Andy Holt、Chris Bourneとのコラボレーション。
- Autorock (2003年)

※Satoshi Tomiie & Little Green Men Present Fishead名義。Scott Bradford、Chris Scottとのコラボレーション。
- Scandal in New York (2003年)

※Satoshi Tomiie presents ice名義。
- Inescapable (2004年)

※Fishead feat. Kerry Green名義。Scott Bradford、Chris Scottとのコラボレーション。
- GLOW (2006年)

※Satoshi Tomiie Presents GLOW名義。
- Scandal in New York (Audiofly Remix & Acapellas) (2007年)

※Satoshi Tomiie presents icE featuring UTA DARE名義。
- Darkroomboot (Boot Street EP) (2007年)

※Opus Ink名義。Audioflyとのコラボレーション。
- Solar Wind (2007年)

※デジタルファイルでのリリース。
- Elevate (2007年)

※Pete Heller & Satoshi Tomiie名義。Pete Hellerとのコラボレーション。 デジタルファイルでのリリース。
- Madrugada (2009年)

※Mes名義。 デジタルファイルでのリリース。
- The Evidence (2009年)

※Satoshi Tomiie & DJ Yellow名義。DJ Yellow（Alain Ho）とのコラボレーション。 デジタルファイルでのリリース。
- Back To Basics (2010年)

※Mes名義。
- Straight Up (2012年)
- PRISM VISION EP (2012年)

※デジタルファイルでのリリース。
- Backside Wave EP (2012年)

※デジタルファイルでのリリース。
- DRUMMER EP (2014年)

※SATOESKI名義。Joeskiとのコラボレーション。デジタルファイルでのリリース。
- Love Unlimited EP (2014年)

※Satoshi Tomiie & Matthias Vogt名義。Matthias Vogtとのコラボレーション。デジタルファイルでのリリース。
- LOOK AHEAD EP (2014年)

※SATOSHI TOMIIE & IORI WAKASA名義。Iori Wakasaとのコラボレーション。デジタルファイルでのリリース。
- New Day Album Sampler #1 (2015年)
- New Day Album Sampler #2 (2015年)
- New Day Album Sampler #3 (2016年)
- New Day Album Sampler #4 (2016年)
- 512 EP (2017年)

※デジタルファイルでのリリース。
- New Day Album Sampler #5 (2017年)
- To Ray EP (2017年)

※Satoshi Tomiie & Tuccillo名義。Tuccilloとのコラボレーション。
- YOYAKUZA002 (2018年)
- Jam EP (2018年)

※デジタルファイルでのリリース。
- Resonant (2018年)

※デジタルファイルでのリリース。
- YOYAKUZA003 (2018年)
- INSOMNIAQUE (2019年)

※SATOSHI TOMIIE & RINTARO名義。Rintaroとのコラボレーション。
- MIRO (2019年)

※SATOSHI TOMIIE & RINTARO名義。Rintaroとのコラボレーション。
- SYNESTHESIA (2019年)

※A_A(aka Satoshi Tomiie & Nao Gunji)名義。Nao Gunjiとのコラボレーション。
- IMMERSED (2020年)
- CALL_LAB02 (2020年)

※A sideのみ。Tripmastaz & Satoshi Tomiie名義。Tripmastazとのコラボレーション。
- Thyme Machine (2020年)

※Satoshi Tomiie & Tuccillo名義。Tuccilloとのコラボレーション。デジタルファイルでのリリース。
- Gravité / Zero (2020年)

※Sato名義。デジタルファイルでのリリース。
- LATE NIGHT EP  (2020年)
- USHIMITSU  (2020年)

※SATOSHI TOMIIE & RINTARO名義。Rintaroとのコラボレーション。
- MIDORI  (2021年)

※A_A (AKA SATOSHI TOMIIE & NAO GUNJI)名義。Nao Gunjiとのコラボレーション。
- JAM 14  (2021年)

※SATOSHI TOMIIE & RINTARO名義。Rintaroとのコラボレーション。
- Radiant  (2022年)

※A_A (AKA SATOSHI TOMIIE & NAO GUNJI)名義。Nao Gunjiとのコラボレーション。
- Echos Cosmiques  (2023年)
- Gravité I, II, III, IV & V (2023年)

※Sato名義。デジタルファイルでのリリース。
- Dissonant  (2023年)

※A_A (AKA SATOSHI TOMIIE & NAO GUNJI)名義。Nao Gunjiとのコラボレーション。
- Tri Dub  (2023年)
- B01V  (2023年)

※Sato名義。
- MAGIC HOUR DISK#3 WAVE DUB  (2024年)
- 12B-Dub part1 (2024年)
- Momento Magico (2024年)

※デジタルファイルでのリリース。
- Dream Sketches (2024年)

※Satoshi Tomiie & Tomoki Tamura名義。Tomoki Tamuraとのコラボレーション。
- 12B-Dub part2 (2024年)
- Delta Dubs (2025年)

※Satoshi Tomiie & Tuccillo名義。Tuccilloとのコラボレーション。
- Gaien 2am (2025年)

※Satoshi Tomiie & Dopeus名義。Dopeus(Nao Gunji)とのコラボレーション。

### CDシングル
- そして僕は君を愛した/And I Loved You (1990年)
- K-Jee (1996年)
- Come To Me (1998年)
- TEARS (Full Intention Remixes)  (1999年)

※ヨーロッパのみ。日本未発売。
- Darkness (1999年)

※ヨーロッパのみ。日本未発売。
- Heaven (1999年)
- Inspired (1999年)
- Up In Flames (1999年)
- NEW BEAT MEETS THE NEXT LEVEL (1999年)

※ステューシー原宿店リニューアル記念ノベルティCD。
- ATARI (2000年)
- ST4RMK (2001年)

※化粧品ブランド「RMK」とのコラボレーションノベルティCD。

### アルバム
- FULL LICK (2000年)
- MINI LICK (2000年)

※FULL LICKのミニアルバム。
- NEW DAY (2015年)
- A_A (2018年)

※A_A名義。Nao Gunjiとのプロジェクトアルバム。
- Blue, Black And Grey (2022年)

※Sato名義。
- Radiant-Dissonant (2023年)

※A_A名義。RadiantとDissonantを合わせたA_Aセカンドアルバム。
- Magic Hour (2024年)
- Diskordant (2024年)

※A_A名義。マンハッタンのFRIDMAN GALLERYにて行われたライブ音源。

### リミックスアルバム
- RE-LICK-ED (2000年)
- Abstract Nature (2017年)

※NEW DAYのリミックスアルバム。デジタルファイルでのリリース。
- Phase Space (2025年)

※Magic Hourのリミックスアルバム。

### DJミックス
- ON THE WHEELS OF STEEL (1996年)
- INTEGRATION 1 (2000年)
- Nu Breed 6 (2002年)
- Undulation 0 (2003年)

※Satoshi Tomiie & Hector Romero名義。2003年イビサ島でのSAW.RECORDINGSパーティーで限定販売。
- Undulation 1 (2003年)

※Satoshi Tomiie & Hector Romero名義。
- ES (2005年)
- ES-B (2005年)
- Renaissance 3D (2006年)
- Renaissance: The Masters Series, Part 9 (2007年)
- Renaissance: The Masters Series, Part 11 (2008年)
- Cavo Paradiso 10 - Definitions (2010年)

※Disc1:Satoshi Tomiie、Disc2:Matthias Tanzmann

### コンピレーションアルバム
- Strictly Rhythm - Tracks '92 (1992年)

※Innervision featuring Brenda Braxton名義。Victor Simonelliとのコラボレーション。
- Heavenz original soundtrack (1998年)
- Shinichi Osawa presents Sakurahills Disco 3000 (2000年)
- Soul Scramble: Tribute Collaboration Album (2001年)
- Our Last Day | Casshern Official Album (2004年)

※SS:ST名義。鷺巣詩郎とのコラボレーション。
- SAW Unreleased & Remixed (2006年)

※SAW.RECORDINGSコンピレーション。デジタルファイルでのリリース。
- Panorama (2008年)

※SAW.RECORDINGSコンピレーション。デジタルファイルでのリリース。
- Compilation Vol 1 Part II (2022年)

※Chapelle XIV Music Franceコンピレーション。